# Onobrychis gontscharovii
Onobrychis gontscharovii är en ärtväxtart som beskrevs av I.T. Vassilczenko. Onobrychis gontscharovii ingår i släktet esparsetter, och familjen ärtväxter. Inga underarter finns listade i Catalogue of Life.